# Kurt Asle Arvesen
Kurt Asle Arvesen (Molde, 9 de febrer de 1975) és un ciclista noruec, ja retirat, que fou professional entre el 1998 i el 2011.
Durant la seva carrera esportiva destaquen dues etapes del Giro d'Itàlia i una del Tour de França, així com 7 campionats de Noruega, cinc en ruta i dos de contrarellotge. Va disputar els Jocs Olímpics d'Estiu de 2000, 2004 i 2008.
Un cop retirat, ha fet de director esportiu al Team Sky (2012-2016) i Uno-X Hydrogen Development Team (des del 2017). El març de 2017 va firmar un contracte amb Eurosport per fer de comentarista al canal.

## Palmarès
- 1996
  - 1r a la Roserittet
- 1997
  -  Campió del món en ruta sub-23
  -  Campió de Noruega en ruta
- 1998
  -  Campió de Noruega en ruta
- 2001
  -  Campió de Noruega de contrarellotge
  - Vencedor d'una etapa de la Sun Tour
- 2002
  -  Campió de Noruega en ruta
  - 1r al Tour de Schynberg
  - 1r a la Volta a Suècia
  - Vencedor d'una etapa de la Volta a Dinamarca
- 2003
  - Vencedor d'una etapa del Giro d'Itàlia
- 2004
  - 1r a la Volta a Dinamarca
  - 1r a la CSC Classic
- 2006
  -  Campió de Noruega de contrarellotge
  - 1r a la Ster Elektrotoer
- 2007
  - 1r a la Volta a Dinamarca i vencedor d'una etapa
  - 1r al Gran Premi Herning
  - Vencedor d'una etapa del Giro d'Itàlia
- 2008
  -  Campió de Noruega en ruta
  - 1r al Gran Premi E3
  - Vencedor de l'11a etapa del Tour de França
- 2009
  -  Campió de Noruega en ruta

### Resultats al Tour de França
- 2004. 123è de la classificació general
- 2005. 89è de la classificació general
- 2007. 67è de la classificació general
- 2008. 57è de la classificació general. Vencedor de l'11a etapa
- 2009. No surt (11a etapa)

### Resultats a la Volta a Espanya
- 2006. 46è de la classificació general

### Resultats al Giro d'Itàlia
- 2003. Abandona
- 2007. 62è de la classificació general. Vencedor d'una etapa